# Каннабидиол
Каннабидиол (КБД, CBD) — один из как минимум 113 каннабиноидов, обнаруженных в конопле. КБД является главным фитоканнабиноидом, его доля в растительном экстракте может достигать 40 %. В статье утверждается, что КБД одновременно не обладает психотропными свойствами и при этом имеет антипсихотическое и противотревожное действие, то есть является психотропным веществом. Потенциальное использование КБД в медицине до сих пор является вопросом продолжающихся исследований. КБД является производным каннабиса, наркотического вещества, к Единой конвенции ООН о наркотических средствах 1961 года. В 2020 году Международный комитет против наркотиков  отклонил предложение ВОЗ о всеобщей легализации КБД.
Одно исследование на животных показало, что одновременное применение КБД вместе с ТГК усилило эффекты последнего. Один из вероятных механизмов действия — конкурирование за THC-рецепторы. Главной задачей CBD является снизить риск зависимости. 

## Использование

### Боль, связанная с рассеянным склерозом
Последние обзоры данных клинических исследований позволяют сделать вывод о наличии: а) слабых доказательств того, что дронабинол может быть пригоден для лечения тошноты и рвоты у онкологических больных; b) умеренных доказательств того, что набиксимолс может быть пригоден для лечения невропатической боли и мышечных спазмов у больных рассеянным склерозом; c) умеренных доказательств того, что каннабидиол может снижать частоту приступов при некоторых фармакорезистентных генетически обусловленных формах эпилептического синдрома у детей. Ни при одном из этих состояний каннабиноиды не подлежат применению в качестве терапии первой линии.
Набиксимолс — аэрозоль для перорального применения, содержащий КБД и ТГК (запрещенное психотропное вещество) в примерном соотношении 1:1. Лекарственное средство было одобрено канадскими властями в 2005 году для облегчения боли, связанной с рассеянным склерозом.

### Рынок красоты
Каннабидиол появился на рынке красоты после принятия в США в 2018 году новых законов о сельском хозяйстве. Среди прочего власти разрешили продажу продуктов, содержащих менее 0,3 процента CBD (каннабидиола), что открыло новые возможности для отрасли, и почти сразу на американском рынке появилось множество продуктов — от кремов для лица до масок для волос, содержащих этот ингредиент.

### Исследования

#### Лечение зависимости
Два систематических обзора по CBD и лечению зависимости сообщили о положительных эффектах при лечении зависимости от табака и марихуаны. Продемонстрированные анти-аддиктивные свойства могут быть связаны с защитным эффектом CBD при стрессе и нейротоксичности. Оба обзора также рекомендуют дополнительные исследования.

#### Противовоспалительный эффект
В двух обзорах рассматривается теория о том, что чистый CBD или в комбинации с THC может обладать антиоксидантными и противовоспалительными свойствами. Ни один из обзоров не рассказывает об испытаниях этих свойств на людях.

#### Побочные эффекты
Исследования показывают, что каннабидиол может уменьшить побочные эффекты ТГК, особенно те, которые вызывают интоксикацию и седативный эффект, но только в высоких дозах. Исследования безопасности каннабидиола показали, что он хорошо переносится, но может вызывать усталость, диарею или изменение аппетита как частые побочные эффекты. В документации Epidiolex перечислены сонливость, бессонница и плохой сон, снижение аппетита, диарея и утомляемость.

#### Лечение эпилепсии
Результаты, полученные американскими медиками, свидетельствуют, что на фоне препарата Эпидиолекс (Epidiolex) для лечения эпилепсии на основе каннабидиола (в дозировке 20 мг/кг/сутки), частота приступов у больных упала до 42%. В группе пациентов, принимавших экспериментальный препарат в дозировке 10 мг/кг/сутки, частота приступов сократилась на 37%, тогда как в плацебо-группе данный показатель составил 17%. Препарат выполнен в форме сиропа, а действующим веществом является очищенный каннабидиол. Лекарство не содержит тетрагидроканнабинола. Применение Эпидолекса разрешено у детей старше двух лет, страдающих синдромами Драве и Леннокса-Гасто (тяжелые формы эпилепсии). В июне 2018 года Управление по контролю качества пищевых продуктов и лекарственных препаратов США (FDA) выдало компании GW Pharmaceuticals регистрационное удостоверение на производство Эпидиолекса.

#### COVID-19
Некоторые предварительные исследования показывают потенциал CBD для уменьшения воспаления во время инфекции COVID-19. Предполагается, что CBD также может снизить тревожность и помочь в лечении ПТСР у пациентов, перенесших COVID-19.
Исследование, опубликованное в январе 2022 года в журнале Science, показало существенный эффект каннабидиола также и в профилактике COVID-19.

## Описание
При хранении конопли (а равно гашиша и других производных конопли) каннабидиол изомеризуется в ТГК, который, в свою очередь, окисляется до каннабинола. Таким образом, постепенно количество ТГК в конопле уменьшается.
Каннабидиол обладает антиконвульсивным действием. Сам по себе этот компонент не психоактивен, однако, очевидно, оказывает некоторое влияние на действие каннабиса в целом (вместе с ТГК и каннабинолом). Существуют данные, что каннабидиол препятствует развитию панических реакций под действием марихуаны и обладает успокаивающим действием.
Есть данные о возможном антипсихотическом действии каннабидиола. Потребители конопли с повышенным содержанием каннабидиола в волосах демонстрировали меньше шизофреноподобных симптомов, по данным одного исследования. В небольшом предварительном исследовании действия каннабидиола на психоз при болезни Паркинсона также получены обнадёживающие результаты.
В одном исследовании отмечается ингибирование выработанного пристрастия к героину у крыс, получавших каннабидиол.
Ведутся исследования противоракового действия каннабидиола и Δ9-ТГК

Ученые из Тель-Авивского университета в ходе проведенных исследований выявили, что каннабидиол может быть применен при лечении переломов костей. Рецепторы каннабиноидов, которые представлены в клетках организма, стимулируют формирование костной ткани, а также ингибируют потерю костной массы. В связи с этим исследуется возможность использования КБД для лечения остеопороза и прочих заболеваний опорно-двигательного аппарата.
Исследование, проведенное в Австрии, показало положительный эффект КБД в терапии COVID-19. Аналогичные исследования проводит Израиль.

## Внешний вид, химические и физические свойства
Белые призматические кристаллы 
 Брутто-формула (система Хилла): C21H30O2
Молекулярная масса (в а. е. м.): 314,47
Температура плавления (в °C): 66
Растворимость (в г/100 г или характеристика):
- бензол: растворим
- вода: не растворим
- диэтиловый эфир: растворим
- хлороформ: растворим
- этанол: растворим

Давление паров (в мм.рт.ст.): 2 (190 °C)
В медицине используется только чистый КБД, кристализированный порошок белого цвета. Только эта форма позволяет безопасно дозировать препарат.
Продаваемые в США и Великобритании масла КБД фактически являются раствором КБД в пальмовом и оливковом масле с разным содержанием КБД. Такой продукт не пригоден для медицинского использования и считается фермерской продукцией по Закону о сельском хозяйстве. Более того, FDA запрещает любую рекламу КБД содержащей продукции как БАДов, лекарств или препаратов, имеющих лечебные свойства. 
Лекарства из КБД могут продаваться только в аптеках, в упаковке защищенной от детей, после соответствующей государственной регистрации и выпуска на рынок.

## Противопоказания и побочное действие
Употребление продуктов с каннабидиолом и вождение автомобиля могут быть опасными. КБД может вызывать сонливость, седативный эффект и вялость.

## Правовой статус

### Российская Федерация
Каннабидиол был исключен из списка Запрещенных веществ в 2018 году. Ознакомиться со списком можно по ссылке. Приказ Министерства спорта РФ от 21 ноября 2019 г. N 964 "Об утверждении перечней субстанций и (или) методов, запрещенных для использования в спорте" так же разрешает использование каннабидиола.
В то же время КБД не является наркотическим средством - экстрактом каннабиса, поскольку он непосредственно экстрагируется из растения каннабис углеводородными газами, также как и другие производные наркотики из марихуаны. 